# Florina Cercel
Florina Cercel (alternativ: Florina Cercel Perian; n. 28 ianuarie 1943, Piatra-Neamț, România – d. 30 iulie 2019, București, România) a fost o actriță română de film, radio, televiziune, scenă și voce.

## Carieră
A absolvit Institutul de Artă Teatrală și Cinematografică din București în 1964, la clasa profesorilor Jules Cazaban, Cornel Todea și Victor Moldovan. A jucat ca actriță pe scenele următoarelor instituții: Teatrul Dramatic de Stat din Galați (1964-1965), Teatrul Național din Timișoara (1965-1973) și Teatrul Național din București (din 1972). A fost căsătorită timp de 7 ani cu medicul Ioan Perian Liviu.

## Premii și distincții
- Premiul UNITER pentru „cea mai bună interpretare feminină” pentru rolul Vassa Jeleznova din piesa „Vassa Jeleznova”, de Maxim Gorki, regia Ion Cojar, 1990[3]
- Ordinul național Serviciul Credincios în grad de Cavaler (13 decembrie 2002), alături de alți actori, „pentru devotamentul și harul artistic puse în slujba teatrului romanesc, cu prilejul împlinirii unui veac și jumătate de existență a Teatrului Național din București”. [4]
- Premiul Ministerului Culturii și Cultelor pentru cea mai bună actriță a anului 2002 în rolul Annei Andreevna din piesa Revizorul de Nikolai Gogol, 2002

## Filmografie
- Frații (1971)
- Filip cel bun (1975)
- Dincolo de pod (1976) - Marta, soția meșterului Bocioacă
- Prin cenușa imperiului (1976) - grecoaica
- Premiera (1976) - ziarista de la Făclia
- Roșcovanul (1976) - Elena Duma, activista P.C.R.
- Toate pînzele sus (serial TV, 1977) - ep. 8
- Marele singuratic (1977) - Ilinca
- Iarna bobocilor (1977) - Despina
- Eu, tu, și... Ovidiu (1978)
- Ecaterina Teodoroiu (1978) - gazda
- Brațele Afroditei (1979)
- Vacanță tragică (1979)
- Bietul Ioanide (1980) - dublaj de voce Ioana „Indolenta”
- Burebista (1980)
- Dumbrava minunată (1980) - Mia Vasilian
- Iancu Jianu zapciul (1981)
- Femeia din Ursa Mare (1982) - Maria
- Căruța cu mere (1983)
- Bocet vesel (1984)
- Vară sentimentală (1986) - felcerița Paraschiva Dârzu
- Din prea multa dragoste (1986)
- Trenul din zori nu mai opreste aici (TV) / (1994) - Nebuna din Capri
- Crucea de piatră (1994) - matroana bordelului
- Ultima halta in Paradis (TV) / (2002) - Doctorita
- Les percutés / Țăcăniții (2002)
- Ambasadori, căutăm patrie (2003) - Mariana
- The Half Life of Timofey Berezin / Viața lui Timofei Berezin (2006) - Valentina
- O soacra de cosmar (2006) - Mama lui Nicu
- Niciodata nu e prea tarziu (2006) - Mioara
- Inima de tigan (2007) - Spania Fieraru
- Regina (2008) - Spania
- Aniela (2009) - Aretia Belciugesco
- Moștenirea (2011) - Spania
- Narcisa: iubiri nelegiuite (2011) - Bunica Narcisei (sezonul 3)
- Poveste imorală

## Teatru
- Dona Diana,  regia Victor Moldovan, 1973 [5]
- Arde soarele deasupra lui Seneca de Kincses Elemér
- Bacantele de Euripide, regia  (1997)
- Moartea unui comis voiajor, autor Arthur Miller, regia Horea Popescu (2000)
- Revizorul, autor Nikolai Vasilievici Gogol, regia Serghei Cerkasski (2002)
- Jurământul, autor Dan Tărchilă, regia  Vasile Manta (2004)
- Lucrezia Borgia, autor Victor Hugo, regia Cristian Ioan (2004)
- Micii burghezi, autor Maxim Gorki, regia Sorana Coroamă Stanca (2004)
- Inimă de câine, autor Mihail Afanasievici Bulgakov, regia Yuri Kordonsky (2005)
- Monodrame europene, autor Dumitru Radu Popescu, Helmut Peschina, regia Dan Stoica (2007)
- Istoria comunismului, povestită pentru bolnavii mintal, autor Matei Vișniec, regia Florin Fătulescu (2007)
- Camerista de Hermann Broch, regia Dan Stoica (2008)
- Graciosa și Percinet, autor Madame d'Aulnoy, regia  Răzvan Popa (2008)
- De vorbă cu Eminescu
- Gaițele, autor Alexandru Kirițescu, regia Dan Tudor (2012)
- Dumnezeu se îmbracă de la second-hand de Iulian Margu, regia Ion Caramitru (2014)
- Noapte bună, mamă!, regia Mircea Cornișteanu (2014)
- Omul de zăpadă, autor Lia Bugnar, regia Leonard Popovici (2014)
- Oreste, regele sunetelor, regia Constantin Dinischiotu (2014)
- Pe strada Mântuleasa, autor Mircea Eliade, regia Titel Constantinescu (2014)
- Quartet, autor  Ronald Harwood, regia Dan Tudor (2014)
- Regele moare, autor Eugene Ionesco, regia Victor Ioan Frunză (2014)
- Rusoaica, autor Gib Mihăescu, regia Manuela Popescu (2014)
- Săptămâna luminată, regia Cristian Munteanu (2014)
- Ultima haltă în paradis, autor Valentin Nicolau, regia Alexandru Tocilescu (2014)
- Vassa Jeleznova, autor Maxim Gorki, regia Ion Cojar (2014)